# Lancia Ardea
Lancia Ardea je automobil nižší střední třídy, který v letech 1939 až 1953 vyráběla italská automobilka Lancia. Jejím předchůdcem byla Lancia Augusta a jejím nástupcem byla Lancia Appia.